# 昌巴省
9°02′N 1°25′E / 9.033°N 1.417°E
昌巴省（Tchamba Prefecture），是多哥的30個省份之一，位於該國中部，由中部區負責管轄，首府設於昌巴，面積3,149平方公里，2010年人口131,674，人口密度每平方公里41.8人。